# Опит за уния от 1913 година
Опитът за уния от 1913 година е неуспешен опит на македонските българи за уния с Римокатолическата църква. След злощастния за България край на Междусъюзническата война новооснованият Национален съюз, оглавен от Димитър Маринов, предприема опита за уния като подходяща форма за съпротива срещу сърбизирането и елинизирането на българите в Македония. Униатското движение черпи сили от гнева срещу православните Гърция и Сърбия и фрустрацията от възприеманата като предателска позиция на стожера на православието Русия.

## История
Опитът за уния преминава през няколко фази, първата от която е предпазливи дипломатически сондажи. Още на 13 юни 1913 година, преди избухването на Междусъюзническата война, на среща между тракийския униатски архиепископ Михаил Миров и екзарх Йосиф I Български в Цариград Миров заявява, че за българите, които останат извън пределите на България, унията може да бъде средство за национално самосъхранение срещу неизбежните опити за денационализация. Екзархът провежда и други срещи по въпроса с унията, но мнението му остава, че унията е опасно средство, и че „католицизмът иска да ни присвои“ и едва ли ще може да запази народността от гражданската власт, като се надява, че сърбите и гърците няма да предприемат денационализаторски политики в Македония.
Но денационализаторските политики над българите в Македония, които съществуват още преди Междусъюзническата война, веднага след нея се засилват неимоверно и въпросът с унията става изключително актуален. Александър Балабанов оглавява специална делегация, която от името на македонските българи води преговори за уния с чуждестранни представители. На 2 август делегацията се среща с австро-унгарския пълномощен министър граф Адам Тарновски и заявява, че македонските българи, предвид тежкото си положение, биха приветствали анексия на Македония от Австро-Унгария и са готови да преминат към католицизма, за да се запазят народностно. Дипломатът Тодор Павлов оглавява друга делегация със същата мисия, която на 7 август се среща също с граф Адам Тарновски. Тарновски е помолен да вземе под покровителство македонските българи и да ги защитава от сръбските и гръцките репресии. Делегацията получава отговор от Виена, че унията трябва да се извърши от българските духовни власти и Австро-Унгария не може да се намеси. Трябва да се изпрати депутация в Рим и едва след като унията е факт империята може да осъществи правото си на протектор и то само в бившия Косовски вилает, тъй като протекцията на католиците в Битолски и Скопски принадлежи на Франция.
Повдигането на въпроса за уния намира благодатна почва в променената външнополитическа ориентация на българската политика в лицето на новия либерален кабинет на Васил Радославов и изобщо на обществеността от Русия към Австро-Унгария. Славянската идея е изоставена дори от традиционни нейни привърженици като бившия лидер на Върховния комитет Стоян Михайловски. Остри статии срещу Русия и Вселенската патриаршия се появяват дори в оцифиалния орган на Българската екзархия „Църковен вестник“. На 4 август 1913 година събрание на македонски бежанци, сред които и свещеници, в Кюстендил издига традиционния лозунг за автономия на Македония заедно с този за уния, която да запази българщината. Резолюцията на събранието е адресирана до екзарха в Цариград и до папа Пий X, като екзархът е призован да поведе нацията в лоното на униатството, а папата да признае Българската екзархия и да издейства чрез католическите държави гарантиране на църковната и училищната автономия на българите униати в Македония. Тази инициатива е широко отразена от печата, и заедно с публикуваната на 10 август в „Църковен вестник“ голяма антипатриаршистка статия, предизвиква широк дебат в печата. Проуниатска статия излиза от църковен деец във вестник „Дневник“, който заявява „нека да отърсим от себе си езическото православие, наследено от великата блудница на Новия Рим, и тръгнем по друг път. Обятията на Рим са отворени“. Дебатът за унията се изнася и на страниците на вестника на Свещеническия съюз „Съветник“, чийто редактор йеродякон Игнатий Рилски открито я подкрепя. Вестникът подхвърля идеята за уния още на 4 април 1913 година. Проуниатски статии излизат и във „Вечерна поща“ от свещеник, подписващ се като „Македонец духовник“. През септември йеромонах Инокентий от Варна издава брошурата „Великата освободителна война, Фенерското православие и славянството“, изпълнена с антируска, антиправославна и антигръцка риторика, която е популяризирана от „Съветник“. Има данни, че за унията работят и някои от владиците на Екзархията, вероятно някои от прокудените от Македония епископи. Националният съюз издава списанието „Целокупна България“, излязло в един брой в 1914 година, което пропагандира идеята за съединяване на Българската църква с Рим като средство да се запазят българските църкви и училища в Македония от асимилаторската политика на току що присъединилите големи части от Македония Гърция и Сърбия.
Сред видните дейци в опита са известни българи от Македония, сред които Сребрен Поппетров, Иван Снегаров, Евтим Спространов и други.
След Междусъюзническата война Спространов участва в опита за уния на Националния съюз, като публикува серия проуниатски статии във вестник „Вечерна поща“. От своя страна Поппетров участва в дискусиите, инициирани от Националния съюз през октомври 1913 година и публикува проуниатска статия във вестник „Дневник“.